# Olympische Zwischenspiele 1906/Fußball
| Fußball bei den Olympischen Zwischenspielen | Fußball bei den Olympischen Zwischenspielen |
| Olympische Ringe · Fußball                  | Olympische Ringe · Fußball                  |
| Informationen                               | Informationen                               |
| ------------------------------------------- | ------------------------------------------- |
| Teilnehmer:                                 | 45 Athleten                                 |
| Datum:                                      | 23. April–25. April                         |
| Wettkampfort:                               | Athen                                       |
| Entscheidung:                               | 1                                           |
| Olympische Ringe                            | Fußball                                     |

Bei den Olympischen Zwischenspielen 1906 fand auch ein Fußballturnier statt. Vier teils gemischte Mannschaften nahmen an dieser Ausspielung teil.
Dänemark, das zu diesem Zeitpunkt als stärkstes kontinentaleuropäische Land galt, aber noch über keine Nationalmannschaft verfügte, entsandte eine Kopenhagener Stadtauswahl, was jedoch nichts mit der Dansk Boldspil Union zu tun hatte, sondern auf eine Privatinitiative zurückging. Für Griechenland nahm die Mannschaft von Ethnikos GS Athênai teil, die durch einen Spieler von Panellinios GS Athênai verstärkt wurde. Aus dem osmanischen Reich nahmen zwei Mannschaften teil. Eine Mannschaft aus Thessaloniki, die komplett aus Spielern des dort ansässigen Vereins Omilos Filomuson Thessaloníké (dem Vorgängerverein von Iraklis Thessaloniki) bestand und eine Mannschaft die unter dem Namen Smyrna antrat und sich aus sechs Franzosen, fünf Engländern und einem Armenier zusammensetzte.
Alle Spiele wurden im Podilatodromio ausgetragen, an dieser Stelle steht heute das Karaiskakis-Stadion.
Das Turnier wurde klar von der dänischen Mannschaft dominiert, die ihre Gegner deklassierte. Im Finale führten die Nordeuropäer bereits zur Halbzeit mit 9:0, woraufhin die Athener Mannschaft sich weigerte, das Spiel fortzusetzen. Dänemark wurde daraufhin zum Sieger erklärt. Die Turnierleitung entschied, dass die drei "griechischen" Mannschaften um Platz 2 spielen sollten. Die Athener verweigerten auch dies, da sie Thessaloniki bereits im Halbfinale klar besiegt hatten und wurden disqualifiziert und auf den letzten Rang gesetzt. Die beiden Verlierer des Halbfinales spielten um Platz 2. Diese Paarung zwischen Smyrna und Thessaloniki gewann die internationale Auswahl Smyrnas, deren Offensivreihe aus den fünf englischen Whittal-Brüdern bestand, mit 3:0.

## Spielergebnisse

### Halbfinale
|                         |   |                                |           |
| 23. April 1906 in Athen |   |                                |           |
| Kopenhagen              | – | Smyrna                         | 5:1 (1:1) |
| 23. April 1906 in Athen |   |                                |           |
| Ethnikos GS Athina      | – | Omilos Filomouson Thessaloniki | 5:0 (2:0) |

### Finale
|                         |   |                    |       |
| 24. April 1906 in Athen |   |                    |       |
| Kopenhagen              | – | Ethnikos GS Athina | 9:0 1 |

### Spiel um Platz 3
|                         |   |                                |     |
| 25. April 1906 in Athen |   |                                |     |
| Smyrna                  | – | Omilos Filomouson Thessaloniki | 3:0 |

## Medaillenränge
| Rang          | Spieler |
| ------------- | --- |
| Gold Dänemark | Kopenhagen Aage Andersen, Viggo Andersen (Torwart), Charles Buchwald, Holger Frederiksen, Hjalmar Heerup, August Lindgren, Oskar Nørland, Parmo Perslev, Peder Pedersen, Henry Rambusch, Stefan Rasmussen ohne Einsatz: Harald Bohr, Alex Hansen, Harald Hansen, Thorold Petersen Trainer: Carl Andersen                                                                                             |
| Silber Türkei | Smyrna Edwin Charnaud (Torwart), Percy de la Fontaine, Edward Giraud, Jim Giraud, Henry Joly, Zaret Couyoumdjian, Albert Whittal, Donald Whittal, Edward Whittal, Godfrey Whittal, Herbert Whittal |
| Bronze Türkei | Omilos Filomouson Thessaloniki John Abbot, Andonios Karayanidis, John Kirou, Dimitrios Militsopoulos, Nikolaos Pendakis, Nikolaos Pindos, John Saridakis, George Soririadis, Andonios Tegos, George Vaporis (Torwart), Vasilios Zarkadis |
| Griechenland  | Ethnikos GS Athina Konstantinos Botasis, Panagiotis Botasis, Nikolaos Dekavalas, Georgios Gerontakis, Omiros Iosifoglou, Alexandros Kalafatis, Georgios Merkouris, Georgios Pantos, Konstantinos Siriotis, Grigorios Vryonis, Panagiotis Vryonis (Torwart) ohne Einsatz: A. Georgiadis, Ioannis Giannikostas, Kh. Gryparis, Ar. Kydonakis, F. Lavranos, Ioannis Oikonomou, Papaonannou, Al. Paspatis |